# Menšura
Menšura (tur. menşur ← arap. mänšūr ← näšr: rasprostirati), vrsta upravnog dokumenta koji su izdavale visoke svjetovne i duhovne vlasti. Menšura je dekret koji je izdavao sultan visokim državnim ili vjerskim djelatnicima u Osmanskom Carstvu kao ovlaštenje da mogu obnašati povjerenu im dužnost.
U naravi je dokument svečarne naravi. Njime se određenoj osobi potvrđuje da je zakonito imenovani odnosno izabrani reis-ul-ulema i da je kao takav ovlašten, u smislu šerijatskog prava izdavati slična ovlaštenja podređenim vjerskim službenicima. Izraz je došao kod Bošnjaka većinski muslimanskog naroda na Balkanu u islamsku upravu preko osmanskih ustanova. Osmanska je država taj naziv preuzeo od drugih muslimanskih država. Ondje je imao i druga značenja. Na primjer u muslimanskoj diplomaciji ima značenje "potvrda ukaza, diplome o imenovanju". Mogao se odnositi i na različite djelatnosti i struke, kao profesorske, starješine starješine uglednika ili upravitelji pokrajina ili kadije. Osmanska praksa poznaje uporabu riječi menšur usporedno s riječima berat i misal za pisma o imenovanju, pa su tako menšurom imenovane pokrajinske muftije, uključujući i one u osvojenim krajevima u Hrvatskoj, Bosni i Hercegovini i drugdje. Na Balkanu se poslije Balkanskih ratova u međunarodnim ugovorima o reguliranju položaja muslimana riječju menšura označavalo dokumente o autorizaciji mjesnih muslimanskih vođa (velikih odnosno glavnih muftija), a koje je autorizirao šejh-ul-islam nakon provedene procedure izbora ili imenovanja u nacionalnim okvirima.
Nakon ukidanja institucija kalifata i šejh-ul-islama, menšuru reis-ul-ulemi u Bosni i Hercegovini dodjeljuje Odbor za predaju menšure Islamske zajednice u Bosni i Hercegovini.